# Episodi di Human Resources (prima stagione)
La prima stagione della serie animata Human Resources, composta da 10 episodi, è stata interamente pubblicata dal servizio di video on demand Netflix il 18 marzo 2022, nei paesi in cui il servizio è disponibile.
| nº | Titolo originale                  | Titolo italiano                   | Pubblicazione |
| -- | --------------------------------- | --------------------------------- | ------------- |
| 1  | Birth                             | Il parto                          | 18 marzo 2022 |
| 2  | Training Day                      | Giornata di training              | 18 marzo 2022 |
| 3  | Bad Mummies                       | Mammine cattive                   | 18 marzo 2022 |
| 4  | Rutgers is for Lovers             | L'amore è... andare alla Rutgers  | 18 marzo 2022 |
| 5  | Love in the Time of Postpartum    | L'amore ai tempi del postpartum   | 18 marzo 2022 |
| 6  | The Addiction Angel               | L'angelo della dipendenza         | 18 marzo 2022 |
| 7  | International Creature Convention | International Creature Convention | 18 marzo 2022 |
| 8  | The Light                         | La luce                           | 18 marzo 2022 |
| 9  | It's Almost Over                  | È quasi finita                    | 18 marzo 2022 |
| 10 | Shitstorm                         | La tempesta                       | 18 marzo 2022 |